# Córka ogrodnika
Córka ogrodnika (La hija del jardinero) – meksykańska telenowela z lat 2003-2004 produkcji TV Azteca. W rolach głównych Mariana Ochoa i Carlos Torres.

## Obsada
- Mariana Ochoa jako Luisa Fernanda Pérez Alcántara / Luisa Fernanda Montero Alcántara / Amelia Alcántara (joven)
- Carlos Torres jako Carlos Eduardo Gómez-Ruíz
- Ángela Fuste jako Amelia Alcántara de Pérez
- Alpha Acosta jako Consuelo Alcántara de Sotomayor
- Fernando Ciangherotti jako Luis Alejandro Montero
- Ramiro Huerta jako Pedro Pérez
- José Alonso jako Don Fernando Alcántara
- Kenia Gazcón jako Marisa Gómez-Ruíz de Montero
- Alejandra Lazcano jako Vanessa Sotomayor Alcántara
- Gabriela Vergara jako Jennifer de la Vega
- Sergio Kleiner jako Lic. Antonio Ordóñez
- Ana Ofelia Murguía jako Rigoberta Rondón
- Gerardo Acuña jako Heriberto Sotomayor
- Eduardo Arroyuelo jako Augusto Prieto
- Carlos East Jr. jako Armando Pereira / Luis Alejandro Montero (joven)
- Mariana Isla jako Gabriela
- Masha Kostiurina jako Consuelo Alcántara (joven)
- Kenya Mori jako Carolina "Caro" de la vega
- Betty Monroe jako Andreina Torres
- Nubia Martí jako Guadalupe 'Lupe' González
- Sebastian Ligarde jako Leopoldo Araoz
- Cinthia Vázquez jako Xóchitl Infante
- Loló Navarro jako Rosario
- Laura Padilla jako Hermana Joaquina
- Erika de la Rosa jako Clarita
- Carina Sarti jako Alicia
- Mariana Urrutia jako Hermana Sonrisa
- Abel Woolrich jako Pancho
- Luis Gerónimo Abreu jako Dr. Alfredo Anzola
- Rodrigo Abed jako Guillermo
- Luis Ernesto Franco jako Orlando

## Wersja polska
W Polsce telenowela była emitowana na kanale Zone Romantica. Opracowaniem wersji polskiej zajęło się Studio Company Warszawa. Autorami tekstu byli Teresa Włodarczyk i Daniel Wegner. Lektorem serialu był Zbigniew Moskal.

## Nagrody

### Premios INTE 2004
| Kategoria            | Wynik     |
| -------------------- | --------- |
| Najlepsza telenowela | Nominacja |

## Adaptacje
W 2016 roku na podstawie Córki ogrodnika powstała nowa adaptacja tej historii zrealizowana przez Televisę – telenowela Un camino hacia el destino (w rolach głównych wystąpili Paulina Goto i Horacio Pancheri). W Polsce znana pod tytułem Droga do szczęścia.